# Joodse begraafplaatsen (Den Ham)
De Joodse begraafplaatsen van Den Ham bij de Overijsselse plaats Den Ham bevinden zich op de Mageler Es en aan de Vroomshoopseweg.

## Mageler Es
De Joodse begraafplaats aan de Holleweg op de Mageler Es is de oudste van Den Ham. De begraafplaats werd gesticht in 1840. De plek wordt gemarkeerd door een boomgroep. Er zijn geen grafstenen meer aanwezig. De begraafplaats wordt gemarkeerd door een steen met de tekst Joodse Begraafplaats, gevolgd door de letters תנצבה, (TNTBH) hetgeen staat voor Tijeh Nisjmato Tseroera Bitsoer Hachajim (zijn/haar ziel gebundeld in de bundel [der zielen] des levens).

## Vroomshoopseweg
De Joodse begraafplaats aan de Vroomshoopseweg is net buiten het dorp gelegen aan de doorgaande weg N341. Ze zou zijn gesticht in 1868. De oudste grafsteen van in totaal vijf stamt uit dat jaar. Twee grafschriften zijn in het Hebreeuws, twee in het Nederlands en een is tweetalig. De begraafplaats werd in 2005 opgeknapt. De voorlaatste begrafenis was in 1920, pas bijna 100 jaar later, in 2016, werd er weer iemand ter aarde besteld.
De kleine joodse gemeenschap van Den Ham viel onder Ommen, wat de rang van bijkerk had. In 1869 waren er in Ommen 72 Joodse inwoners, dat aantal was inclusief de Joden van Den Ham. Ommen heeft een eigen Joodse begraafplaats, gelegen aan de Dr. A.C. van Raaltestraat. Of de begraafplaatsen in Den Ham een privébezit waren, of dat ze zijn aangelegd vanwege de te grote afstand naar Ommen, is niet bekend.
De grafstenen van de begraafplaats aan de Vroomshoopseweg zijn geïnventariseerd in het Stenen Archief.